# Gilberto Villarreal Solís
Gilberto "Gilillo" Villarreal Solís (Culiacán, Sinaloa, 26 de diciembre de 1926 - 5 de agosto de 2020) fue un beisbolista mexicano.
Gilberto “Gilillo” Villarreal fue uno de los shortstops mexicanos más destacados de la Época de Oro del beisbol mexicano. Reconocido por su destreza defensiva, su fineza con el guante y su habilidad como bateador, sus actuaciones tanto en la Liga Mexicana de Béisbol como en la antigua Liga de la Costa del Pacífico – hoy Liga ARCO Mexicana del Pacífico – lo convirtieron en una figura emblemática de su época, siendo hoy recordado por su entrega y amor al juego.
Desde su infancia, Villarreal mostró una gran pasión por el béisbol, influenciado por la rica tradición deportiva de Culiacán, una ciudad profundamente conectada con el beisbol gracias a la llegada de trabajadores estadounidenses durante la construcción del Ferrocarril Sud-Pacífico a principios del siglo XX. Desde temprana edad, la habilidad de Gilberto para este deporte fue evidente, lo que lo llevó a unirse a equipos de primera fuerza como el Victoria y el Orabá de Culiacán. A lo largo de su formación, “Gilillo” demostró una notable capacidad para jugar en diversas posiciones del campo, pero fue como shortstop donde brilló con mayor intensidad.
“Gilillo” comenzó su carrera profesional en 1943 con el equipo “Culiacán” de Antonio “Pachuco” Zazueta Villa. Un año después, fue llamado para formar parte de los Dorados de Chihuahua en la desaparecida Liga Nacional (1944-47). En 1945, recibió la invitación de Enrique Peña Bátiz para unirse a los Tacuarineros de Culiacán (precursores de los hoy Tomateros de Culiacán) en la primera temporada de la legendaria Liga de la Costa del Pacífico (1945-58), donde su habilidad para correr las bases lo llevó a ser el primer bat del equipo, una posición que mantendría a lo largo de gran parte de su carrera en todas las novenas en las que jugó. 
En 1948, Villarreal dio el salto a la Liga Mexicana de Béisbol, al unirse a los Tuneros de San Luis, donde destacó por su impecable destreza defensiva como shortstop titular del equipo. Su rendimiento en esta novena lo consolidó como uno de los mejores jugadores de cuadro de su generación, capaz que realizar jugadas espectaculares que dejaban a los aficionados asombrados. Según la prensa de la época, “Gilillo” fue, con el San Luis, toda una institución. 
Uno de los momentos más destacados de la carrera de Villarreal fue su participación con el equipo de los Ostioneros de Guaymas, con quienes ganó el polémico campeonato de la Liga de la Costa del Pacífico de la temporada 1950-51. En ese torneo, en el cual la directiva de Guaymas se rehusó a jugar la Serie Final (resultando Culiacán también campeón), Gilberto mostró su gran capacidad para contribuir tanto en ofensiva como en defensiva, ayudando a su equipo a lograr una marca de 37-23 con 4.5 juegos de ventaja sobre los sinaloenses. Ese mismo año, Villarreal ayudó también a los Tuneros de San Luis a llegar a la pelea por el campeonato de la Liga Mexicana, aunque el certamen fue ganado por los Azules de Veracruz en una Serie Final que también fue objeto de controversia. Tras el cierre de la temporada, ambos equipos desaparecerían de la Liga Mexicana. Además, de 1955 a 1958, Villarreal ayudó también a los Dorados de Chihuahua a conquistar el tricampeonato en la Liga Central Mexicana. 
A lo largo de su carrera, Villarreal jugó para diversos equipos como los Charros de Jalisco, los Venados de Mazatlán, los Cañeros de Los Mochis, los Yaquis de Ciudad Obregón, los Sultanes de Monterrey, los Petroleros de Poza Rica y los Diablos Rojos del México, consolidándose como un pelotero destacado tanto en la liga de verano como en la invernal. También vio acción en el béisbol de Ligas Menores de los Estados Unidos, alineando con los Tampa Smokers de la Florida International League en la temporada 1954. 
En sus últimos años como jugador activo, Villarreal pasó a ser mánager de novenas como Culiacán en la Liga del Noroeste así como Magdalena y Caborca en la Liga Norte de Sonora. También se desempeñó como coach de los Tomateros de Culiacán desde su formación en 1965 hasta 1970, ayudando a la franquicia a conquistar el campeonato en las temporadas de 1966-67 y 1969-70. 
Gilberto “Gilillo” Villarreal se retiró del béisbol profesional en 1971, dejando una marca indeleble en la historia del béisbol en México. Durante su carrera, acumuló varios logros individuales y colectivos, destacándose como uno de los mejores shortstops de su generación. Tras su retiro, continuó involucrado en el beisbol, al ingresar en 1973 a la Universidad Autónoma de Sinaloa (UAS) como entrenador deportivo, convirtiéndose posteriormente en Jefe de la Rama de Béisbol de la Dirección de Deportes en esta institución. En la UAS, “Gilillo” continuó transmitiendo sus conocimientos y su amor por el juego a nuevas generaciones de peloteros.
Gilberto “Gilillo” Villarreal sigue siendo recordado como un ícono del béisbol mexicano, no solo por su habilidad en el campo, sino por su ética de trabajo, su dedicación al deporte y su contribución a la historia del béisbol en México. Su legado perdura tanto en su comunidad como en el corazón de los aficionados al beisbol.